# Stabiele vlucht
Stabiele vlucht is naast onstabiele vlucht een van de manieren waarop een vliegtuig veilig kan vliegen.

## Voorwaarden voor stabiel vliegen
Een vliegtuig vliegt stabiel als bij toevallige toename van aanstroomhoek van de vleugel (zie voor de werking daarvan bij vliegtuig), de aanstroomhoek als reactie weer afneemt. Hoe gebeurt dit? Op de vleugel werkt een liftkracht die toeneemt met de aanstroomhoek van de vleugel. Zou je die liftkracht, die overal op de vleugel werkt, geconcentreerd denken op één punt (liftpunt), dan zit hij midden onder de vleugel op iets meer dan een kwart van de voorzijde. Als nu die liftkracht achter het zwaartepunt van het vliegtuig aangrijpt, zal bij een toename van de liftkracht, behalve het hele vliegtuig ook de staart van het vliegtuig, vergeleken met de neus, omhoog geduwd worden. Zo wordt de aanstroomhoek van de vleugel en dus de lift weer kleiner: het vliegtuig vliegt stabiel.
Als de geconcentreerde liftkracht echter voor het zwaartepunt van het vliegtuig zit, zal een lifttoename, de neus van het vliegtuig omhoogdrukken waardoor de aanstroomhoek en dus de liftkracht nog verder zullen toenemen. Je moet dan snel bijsturen om een overtrek te voorkomen.
De ligging van het zwaartepunt in het vliegtuig moet zorgvuldig gepland worden. Voordat het vliegtuig in de lucht gaat, berekent de piloot hoe de passagiers en de bagage zo over het vliegtuig verdeeld moeten worden, dat het zwaartepunt voor het liftpunt ligt. Heel soms gaat een vlucht niet door omdat er te weinig gewicht is om het zwaartepunt goed te krijgen. Vliegen is dan te gevaarlijk.

## Onstabiele vliegtuigen
Voorbeelden van onstabiel vliegende vliegtuigen zijn het eerste vliegende vliegtuig van de gebroeders Wright en de F-16. 
Alle vliegtuigen voor de F-16 en na de WrightFlyer waren stabiel, omdat een vliegtuig dan veel makkelijker en veiliger te besturen is. De gebroeders Wright daarentegen vonden de stabiele vliegtuigen veel te log reageren. Daarom ook is de F-16 weer onstabiel gemaakt. Om zo'n vliegtuig toch bestuurbaar te maken, moet je dan wel de hulp van een snelle computer hebben.